# Karima Admane
Karima Admane est une femme politique algérienne et députée de la wilaya d'Alger à l'Assemblée Populaire Nationale (APN) depuis les Élections législatives du 10 mai 2012..

## Itinéraire
|     | Wilaya                       | Début       | Fin  |
| 1re | Députée de la wilaya d'Alger | 10 mai 2012 | 2017 |